# Skotlands fodboldlandshold
Skotlands fodboldlandshold (engelsk: Scotland national football team, skotsk: Scotland naitional fitbaw team) er det nationale fodboldhold i Skotland, og bliver administreret af Scottish FA. Holdet har deltaget 8 gange ved VM og to gange ved EM, men er aldrig avanceret ud over gruppespillet.
Skotland er, sammen med arvefjenderne fra England, verdens ældste landshold, idet de to lande mødtes i historiens første landskamp, i 1872.
Danmark spillede sin første kamp ved en VM-slutrunde mod Skotland den 4. juni 1986, hvor det blev til et 1-0-sejr på mål af Preben Elkjær.

## Turneringsoversigt

### Europamesterskaberne
| År   | Værtsland            | Skotlands placering                        |
| ---- | -------------------- | ------------------------------------------ |
| 1960 | Frankrig             | Deltog ikke                                |
| 1964 | Spanien              | Deltog ikke                                |
| 1968 | Italien              | Ikke kvalificeret                          |
| 1972 | Belgien              | Ikke kvalificeret                          |
| 1976 | Jugoslavien          | Ikke kvalificeret                          |
| 1980 | Italien              | Ikke kvalificeret                          |
| 1984 | Frankrig             | Ikke kvalificeret                          |
| 1988 | Vesttyskland         | Ikke kvalificeret                          |
| 1992 | Sverige              | Indledende runde                           |
| 1996 | England              | Indledende runde                           |
| 2000 | Belgien & Holland    | Ikke kvalificeret                          |
| 2004 | Portugal             | Ikke kvalificeret                          |
| 2008 | Østrig & Schweiz     | Ikke kvalificeret                          |
| 2012 | 🇵🇱poland & 🇺🇦Ukraine | Ikke kvalificeret                          |
| 2016 | 🇫🇷 Frankrig          | Ikke kvalificeret                          |
| 2020 | Many lande           | Kvalificeret til EM, Slået ud i Gruppespil |
| 2024 | Tyskland             | Nr 4 i gruppespil                          |

### Verdensmesterskaberne
| År   | Værtsland        | Skotlands placering |
| ---- | ---------------- | ------------------- |
| 1930 | Uruguay          | Deltog ikke         |
| 1934 | Italien          | Deltog ikke         |
| 1938 | Frankrig         | Deltog ikke         |
| 1950 | Brasilien        | Trak sig            |
| 1954 | Schweiz          | Indledende runde    |
| 1958 | Sverige          | Indledende runde    |
| 1962 | Chile            | Ikke kvalificeret   |
| 1966 | England          | Ikke kvalificeret   |
| 1970 | Mexico           | Ikke kvalificeret   |
| 1974 | Vesttyskland     | Indledende runde    |
| 1978 | Argentina        | Indledende runde    |
| 1982 | Spanien          | Indledende runde    |
| 1986 | Mexico           | Indledende runde    |
| 1990 | Italien          | Indledende runde    |
| 1994 | USA              | Ikke kvalificeret   |
| 1998 | Frankrig         | Indledende runde    |
| 2002 | Sydkorea & Japan | Ikke kvalificeret   |
| 2006 | Tyskland         | Ikke kvalificeret   |
| 2010 | Sydafrika        | Ikke kvalificeret   |
| 2014 | 🇧🇷Brasilien      | Ikke kvalificeret   |
| 2018 | 🇷🇺Rusland        | Ikke kvalificeret   |
| 2022 | 🇧🇭Qatar          | Ikke kvalificeret   |

### FIFA Confederations Cup
| År   | Værtsland        | Skotlands placering |
| ---- | ---------------- | ------------------- |
| 1992 | Saudi-Arabien    | Ikke kvalificeret   |
| 1995 | Saudi-Arabien    | Ikke kvalificeret   |
| 1997 | Saudi-Arabien    | Ikke kvalificeret   |
| 1999 | Mexico           | Ikke kvalificeret   |
| 2001 | Sydkorea & Japan | Ikke kvalificeret   |
| 2003 | Frankrig         | Ikke kvalificeret   |
| 2005 | Tyskland         | Ikke kvalificeret   |
| 2009 | Sydafrika        | Ikke kvalificeret   |